# Embeth Davidtz
Embeth Jean Davidtz (Lafayette, 11 agosto 1965) è un'attrice statunitense.

## Biografia
Nata nell'Indiana, figlia di Jean e John Davidtz, il padre è stato un ingegnere chimico presso l'Università Purdue. Giovanissima, si trasferisce in Sudafrica, Paese originario del padre. Si diploma alla Glen High School a Pretoria nel 1983 e in seguito studia recitazione presso la Rhodes University di Grahamstown. Inizia a recitare in una compagnia teatrale dove porta in scena Romeo e Giulietta, successivamente si trasferisce a Los Angeles dove lavora in svariate produzioni televisive. Si fa notare nel 1992 nel film L'armata delle tenebre, e nel 1993 interpreta la cameriera ebrea Helen Hirsch nel capolavoro di Steven Spielberg Schindler's List - La lista di Schindler.
Nel 1996 interpreta la signorina Honey nel film Matilda 6 mitica, diretto da Danny DeVito, e nel 1999 affianca Robin Williams in L'uomo bicentenario, per la regia di Chris Columbus, interpretando due ruoli, Piccola Miss adulta e Portia. Negli anni successivi partecipa ai film Conflitto di interessi di Robert Altman e I tredici spettri. Nel 2007 interpreta la moglie fedifraga di Anthony Hopkins in Il caso Thomas Crawford di Gregory Hoblit. Partecipa a un episodio della terza e a uno della quindicesima serie di Grey's Anatomy, interpretando Nancy, la sorella del Dott. Derek Shepherd. Nel 2008 partecipa alla serie della HBO In Treatment; nel 2009 ha un ruolo tra i comprimari nella serie Californication.

## Vita privata
Sul set di Festa di luglio (1995) ha conosciuto l'attore Ben Chaplin con cui ha avuto una relazione. Dal 2002 è sposata con l'avvocato Jason Sloane, da cui ha avuto due figli, Charlotte Emily (2002) e Asher (2005).

## Filmografia

### Cinema
- Notte di terrore (Mutador), regia di John R. Bowey (1989)
- L'armata delle tenebre (Army of Darkness), regia di Sam Raimi (1992)
- Schindler's List - La lista di Schindler (Schindler's List), regia di Steven Spielberg (1993)
- Festa di luglio (Feast of July), regia di Christopher Menaul (1995)
- L'isola dell'ingiustizia - Alcatraz (Murder in the First), regia di Marc Rocco (1995)
- Matilda 6 mitica (Matilda), regia di Danny DeVito (1996)
- Conflitto di interessi (The Gingerbread Man), regia di Robert Altman (1998)
- Il tocco del male (Fallen), regia di Gregory Hoblit (1998)
- Mansfield Park, regia di Patrica Rozema (1999)
- L'uomo bicentenario (Bicentennial Man), regia di Chris Columbus (1999)
- Simon Magus, regia di Ben Hopkins (1999)
- Il diario di Bridget Jones (Bridget Jones's Diary), regia di Sharon Maguire (2001)
- I tredici spettri (Thir13en Ghosts), regia di Steve Beck (2001)
- The Hole, regia di Nick Hamm (2001)
- Il club degli imperatori (The Emperor's Club), regia di Michael Hoffman (2002)
- Junebug, regia di Phil Morrison (2005)
- Il caso Thomas Crawford (Fracture), regia di Gregory Hoblit (2007)
- Winged Creatures - Il giorno del destino (Winged Creatures), regia di Rowan Woods (2008)
- Millennium - Uomini che odiano le donne (The Girl with the Dragon Tattoo), regia di David Fincher (2011)
- The Amazing Spider-Man, regia di Marc Webb (2012)
- Il potere dei soldi (Paranoia), regia di Robert Luketic (2013)
- Europa Report (Europa), regia di Sebastiàn Cordero (2013)
- The Amazing Spider-Man 2 - Il potere di Electro (The Amazing Spider-Man 2), regia di Marc Webb (2014)
- Old, regia di M. Night Shyamalan (2021)
- Not Okay, diretto da Quinn Shephard (2022)
- Retribution, regia di Nimród Antal (2023)

### Televisione
- Shackleton – miniserie TV, 2 puntate, regia di Charles Sturridge (2002)
- Scrubs - Medici ai primi ferri (Scrubs) – serie TV, 1 episodio (2004)
- Grey's Anatomy – serie TV, episodi 3x06-15x21 (2006-2019)
- In Treatment – serie TV, 8 episodi (2008)
- Californication – serie TV, 10 episodi (2009)
- Mad Men – serie TV, 8 episodi (2009-2012)
- Marilyn - La vita segreta (The Secret Life of Marilyn Monroe) – miniserie TV, 2 episodi (2015)
- Ray Donovan – serie TV, 7 episodi (2016)
- Love, Victor – serie TV, 1 episodio (2021)
- Tales of the Walking Dead – serie TV, episodio 1x05 (2022)

## Doppiatrici italiane
Nelle versioni in italiano delle opere in cui ha recitato, Embeth Davidtz è stata doppiata da:
- Pinella Dragani ne Il tocco del male, L'uomo bicentenario (Portia), Mansfield Park
- Eleonora De Angelis ne L'uomo bicentenario (Amanda), Millennium - Uomini che odiano le donne, Tales of the Walking Dead
- Claudia Catani in Simon Magus, Il potere dei soldi, The Hole
- Roberta Paladini ne L'isola dell'ingiustizia - Alcatraz, In Treatment
- Giuppy Izzo in Conflitto di interessi, Not Okay
- Michela Alborghetti in The Amazing Spider-Man, The Amazing Spider-Man 2 - Il potere di Electro
- Micaela Esdra ne L'armata delle tenebre
- Carolina Zaccarini in Schindler's List
- Georgia Lepore in Matilda 6 mitica
- Claudia Razzi ne Il diario di Bridget Jones
- Francesca Guadagno ne Il club degli imperatori
- Laura Boccanera in Junebug
- Roberta Pellini in Grey's Anatomy (ep. 3x06)
- Tiziana Avarista ne Il caso Thomas Crawford
- Patrizia Burul in Winged Creatures - Il giorno del destino
- Isabella Pasanisi in Mad Men
- Cristina Boraschi in Grey's Anatomy (ep. 15x21)
- Francesca Fiorentini in Old
- Franca D'Amato in Retribution